# Рамзин, Леонид Константинович
Леони́д Константи́нович Рамзи́н (14 [26] октября 1887, Сосновка, Тамбовская губерния — 28 июня 1948, Москва) — советский инженер-теплотехник, изобретатель первого российского прямоточного котла оригинальной конструкции. Профессор (1920), лауреат Сталинской премии первой степени (1943).

## Биография

### Детство и годы учёбы
Леонид Константинович Рамзин родился в 1887 году в селе Сосновка Моршанского уезда Тамбовской губернии (ныне — в Сосновском районе Тамбовской области), в семье учителей земской школы Константина Филипповича и Прасковьи Ивановны Рамзиных. Ещё в Тамбовской мужской гимназии, которую Леонид окончил с золотой медалью, он показал способности к точным наукам. В 1906 году на основании конкурса аттестатов был зачислен в Санкт-Петербургский политехнический институт, через год перевелся и в 1914 году с отличием окончил Императорское Московское техническое училище (ИМТУ; сейчас — МГТУ имени Н. Э. Баумана), получив звание инженера-механика. На развитие Рамзина как учёного большое влияние оказали работы профессоров К. В. Кирша и В. И. Гриневецкого, основателей московской научной теплотехнической школы.

### Профессиональная и организаторская деятельность
Был оставлен в училище на преподавательской работе. В течение 10 лет Л. К. Рамзин руководил кафедрой топлива, топок и котельных установок и кафедрой тепловых электростанций, читая лекции по нескольким курсам. После создания в 1920 году Государственной комиссии по электрификации России, возглавляемой Г. М. Кржижановским, в неё включили и Л. К. Рамзина, который принял в работе над планом ГОЭЛРО самое активное участие (в частности, на 4-м заседании комиссии 24 февраля 1920 года была организована «Приволжская группа»; вошедшие в неё Л. К. Рамзин, К. А. Круг, С. А. Предтеченский, М. А. Смирнов, Б. Э. Стюнкель разработали «План электрификации Нижнего Поволжья»). В том же году Рамзину было присвоено звание профессора.
В 1921 году В. И. Ленин поддержал предложение Рамзина о создании Теплоэнергетического научно-исследовательского института имени В. И. Гриневецкого и К. В. Кирша (в будущем — Всесоюзный теплотехнический институт имени Ф. Э. Дзержинского, а в настоящее время — Всероссийский теплотехнический институт, ВТИ). 13 июля 1921 года Совет Труда и Обороны постановил: «В воздаяние заслуг и увековечение памяти основателей и главных руководителей Московской школы теплотехников учредить теплотехнический институт, присвоив ему наименование „Теплотехнический институт имени профессоров В. И. Гриневецкого и К. В. Кирша“». Институт был учреждён при Главном управлении по топливу с целью, как указывалось в постановлении, обеспечить «планомерное научное изучение и разработку выдвигаемых жизнью практических вопросов теплотехники, связанных с ними технико-экономических задач, а также подготовку высококвалифицированных специалистов»; первым директором этого института стал Рамзин, возглавлявший институт до 1930 года.
В том же году Л. К. Рамзин стал также членом Госплана СССР, а в 1927 году — ВСНХ СССР. Его научный потенциал, профессиональные знания и организаторские способности высоко оценивал В. И. Ленин, лично контролировавший ход выполнения плана ГОЭЛРО и работу аппарата Главного управления по топливу. Когда Политбюро ЦК РКП(б) отказалось выделить по просьбе Госплана средства для отправки заболевшего Рамзина на лечение за границей, Ленин по телефону продиктовал письмо секретарю ЦК: «Рамзин — лучший топливник в России. В лице Рамзина мы имеем самого выдающегося учёного по такой специальности, по которой у нас после Кирша людей нет». В 1922 году по рекомендации Ленина Рамзин был назначен председателем государственной комиссии, которая осуществляла приёмку и освоение Каширской ГРЭС — первой из мощных (по масштабам 1920-х годов) тепловых электростанций, построенных по плану ГОЭЛРО.
В 1920-е годы возглавляемый Рамзиным ВТИ работал как многопрофильная топливно-энергетическая организация, находившаяся на полном хозрасчёте и одновременно проводившая фундаментальные научные исследования. Для изучения опыта работы зарубежных предприятий и закупки теплотехнического оборудования Рамзин неоднократно выезжал в Великобританию, Бельгию, Германию, Чехословакию, США. Под его руководством удалось решить проблему эффективного использования подмосковного угля, который ранее считался неудобным для практического использования.

### Арест и заключение
В 1930 году ОГПУ возбудило дело «Промпартии». Согласно обвинительному заключению речь шла о создании антисоветской подпольной организации, члены которой занимались вредительством в промышленности и на транспорте и шпионажем по заданиям французского генерального штаба. Главой «Промпартии» был объявлен директор ВТИ, профессор Рамзин. Его показания стали основным аргументом следствия и суда против него и других обвиняемых (перед судом предстали восемь обвиняемых, а всего по данному делу были арестованы две тысячи учёных и инженеров). На открытом процессе по делу «Промпартии», проходившем 25 ноября — 7 декабря 1930 года, Л. К. Рамзин был приговорён к расстрелу, который ВЦИК заменил 10 годами тюремного заключения.
В заключении Рамзину предоставили возможность продолжать научную работу над конструкцией разрабатывавшегося им прямоточного котла. В 1934 году по приказу наркома тяжёлой промышленности СССР Г. К. Орджоникидзе в составе 9-го управления ГПУ было организовано «ОКБ прямоточного котлостроения», которое возглавил Рамзин. ОКБ стало прообразом тех самых «шарашек» (закрытых научных центров), в которых позднее работал А. Н. Туполев и С. П. Королёв, В. П. Глушко и Г. С. Жирицкий, Н. В. Тимофеев-Ресовский и многие другие известные деятели.
В феврале 1936 года Л. К. Рамзин был освобождён из заключения по амнистии. В 1941—1943 годах Рамзин находился в эвакуации в Казани. После возвращения в Москву профессор Рамзин некоторое время работал заведующим лабораторией в Энергетическом институте имени Г. М. Кржижановского (ЭНИН).

### Педагогическая деятельность
В сентябре 1943 года в составе Московского энергетического института имени В. М. Молотова (МЭИ) был образован энергомашиностроительный факультет (ЭнМФ). Инициаторами создания факультета выступили Л. К. Рамзин и специалист по паровым турбинам А. В. Щегляев. Нужда в создании нового факультета диктовалась тем, что для скорейшего подъёма советской энергетики, понёсшей во время Великой Отечественной войны тяжёлый урон, требовалось опережающее развитие энергетического машиностроения, которое испытывало острую нехватку квалифицированных кадров. Рамзин возглавил на ЭнМФ вновь образованную кафедру котлостроения (костяк её составила часть сотрудников кафедры котельных установок, существовавшей на теплотехническом факультете МЭИ), которая осуществляла подготовку студентов по специальности «Котлостроение». В 1947 году состоялся первый выпуск инженеров-механиков по этой специальности.
Таким образом, Л. К. Рамзин, начинавший с преподавания в вузе свой жизненный путь, вернулся в сферу высшего образования; здесь он оставил после себя не только научную школу, но и работоспособный педагогический коллектив, обеспечивающий подготовку инженеров-механиков для проектирования энергетического оборудования. В истории ЭнМФ ему принадлежит заслуга в становлении конструкторской специальности по котлостроению, определении основных путей дальнейшего развития кафедры котлостроения (с 1962 года — кафедра парогенераторостроения), формирования традиций кафедры и специальности. В 1944—1948 годах Рамзин одновременно занимал должность научного руководителя ВТИ.
Умер 28 июня 1948 года в Москве. Похоронен на Армянском кладбище.
Полностью реабилитирован в 1991 году с признанием вынесенного ему приговора незаконным.

## Научные достижения
Основные работы Л. К. Рамзина посвящены вопросам котлостроения, теплового, аэродинамического и гидродинамического расчёта котельных установок, теории топочных процессов, изучению свойств топлива и способов его приготовления.
Но главным делом его жизни стало создание первого российского прямоточного котла оригинальной конструкции. Хотя идея прямоточного парового котла восходит к 1785 году, а в 1920-е годы появились промышленно выпускаемые энергетические прямоточные котлы (в частности, котлы Бенсона), но эти котлы были относительно маломощными. Рамзин же предложил конструкцию (котёл Рамзина), позволявшую создавать большие и высокопроизводительные агрегаты. Предложенные Рамзиным идеи оказались весьма плодотворными и до сих пор успешно применяются в конструкциях отечественных и зарубежных прямоточных котлов.
В конце 1931 года Рамзин, уже находясь в заключении, завершил работу по созданию опытного образца прямоточного котла своей конструкции, а через несколько месяцев были проведены его испытания. Основные параметры котла Рамзина (паропроизводительность 200 т/ч, температура перегрева 500 °C) для своего времени были замечательными. 20 декабря 1933 года первый прямоточный котёл этой конструкции был введён в эксплуатацию на ТЭЦ-9 Мосэнерго, показав высокую надёжность в работе. Это достижение Рамзина (за которое он в 1943 году был удостоен Сталинской премии) позволило использовать в энергетическом оборудовании пар высокого давления, обеспечивая высокую эффективность работы установок. Широко распространение в современных прямоточных котлах получила конструкция экранов топки котла, названная «навивкой Рамзина».
Ещё в 1918 году Л. К. Рамзин, натолкнувшись на значительные трудности при аналитическом расчёте процессов сушки влажного торфа в топках паровых котлов, предложил I-d диаграмму влажного воздуха (иначе — диаграмма Рамзина), которая до сих пор широко используется при расчёте процессов, связанных с изменением состояния влажного воздуха.

## Награды и премии
- Орден Ленина (1948)[31]
- Орден Трудового Красного Знамени (1946)
- Сталинская премия первой степени (1943) — за создание конструкции прямоточного котла (отдельное постановление)[29]